# Essex (Iowa)
Essex é uma cidade localizada no estado americano de Iowa, no Condado de Page.

## Demografia
Segundo o censo americano de 2000, a sua população era de 884 habitantes.
Em 2006, foi estimada uma população de 834, um decréscimo de 50 (-5.7%).

## Geografia
De acordo com o United States Census Bureau tem uma área de
3,9 km², dos quais 3,9 km² cobertos por terra e 0,0 km² cobertos por água.

## Localidades na vizinhança
O diagrama seguinte representa as localidades num raio de 20 km ao redor de Essex.